# Dubbelgångare

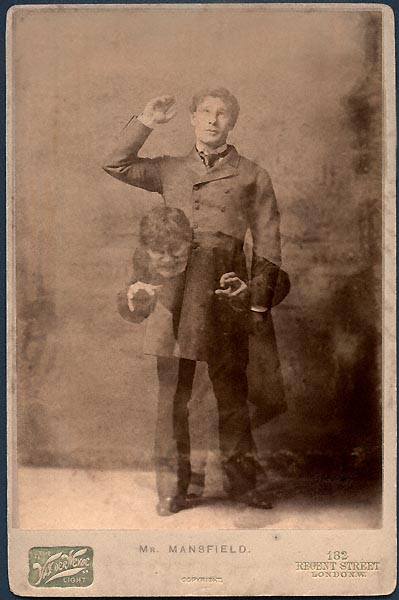
Richard Mansfield i en scen från Dr. Jekyll och Mr. Hyde (1895).

Dubbelgångare kallas personer som är så lika varandra till utseendet att de kan misstas för att vara samma person, trots att de inte är släkt med varandra. Enäggstvillingar kallas således inte för dubbelgångare, trots att de oftast är väldigt lika varandra till utseendet. Förekomsten av dubbelgångare är vanligare i skönlitteraturen än i verkligheten. Dubbelgångare är populärt i tecknade serier, science fiction-filmer och datorspel, då ofta som en ond version av hjälten som denne måste besegra.

## Övernaturliga dubbelgångare
Ibland avses med termen dubbelgångare en person som har förmågan att projicera sin uppenbarelse på en annan plats än den där de befinner sig. I vissa mytologier är det ett omen om döden om man ser sin dubbelgångare.

## Exempel
Dubbelgångare är en typisk del i viktorianska skräckhistorier och finns nästan alltid med. Ett exempel finns i Mary Shelleys bok Frankenstein, där monstret är en dubbelgångare till Frankenstein. I Frankenstein ser inte monstret och Frankenstein lika ut, utan de delar sitt öde med varandra.
Det finns flera verk inom skönlitteratur och film på temat dubbelgångare:
- Dubbelgångaren, roman av Fjodor Dostojevskij
- Dubbelgångaren, roman av Colin Forbes
- Dubbelgångaren, roman av José Saramago
- Dubbelgångaren, film av Rainer Werner Fassbinder
- Veronikas dubbelliv, film av Krzysztof Kieślowski
- Twin Peaks, TV-serie med tillhörande Prequel-film av David Lynch och Mark Frost
- Us, film av Jordan Peele

## Definition
En person som med mening sminkar och klär sig som en kändis för att likna denne, är inte en dubbelgångare i egentlig mening utan kallas look-alike.
Gränsdragningen mellan dubbelgångare och ond tvilling är suddig men konflikten mellan originalet och kopian kan vara mer uttalad.